# You Got Me Rocking
«You Got Me Rocking» —en español: «Me haces rockear»— es una canción de la banda inglesa The Rolling Stones, compuesta por Mick Jagger y Keith Richards. Fue lanzada como segundo sencillo de su álbum Voodoo Lounge de 1994. Una serie de remixes fueron lanzados posteriormente por Paul Oakenfold y Steve Osborne.

## Inspiración y composición
Inicialmente «You Got Me Rocking» fue planteado como un blues, los bootlegs de las sesiones del disco en 1993 muestran a Jagger y Richards trabajando la canción más lenta y con un tinte bluesero. Finalmente cambiaron el ritmo a un rock más directo, siguiendo la línea de «Start Me Up»m la canción rápidamente evolucionó en un poderoso rock, en el que Keith Richards hizo la transición del piano a la guitarra.
La letra fue mutando a un tono más optimista, Mick Jagger la presenta como redención sobre el final de carrera de varios profesionales.La letra puede interpretarse como una respuesta a los críticos de los Stones, quienes a menudo ridiculizan a la banda por su avanzada edad. 

## Grabación
La grabación de «You Got Me Rocking» duró desde mediados de verano hasta principios de invierno de 1993, cuando se pusieron los toques finales. Las sesiones tuvieron lugar en los estudios Windmill Lane Recording de Dublín y en los A&M Recording en Los Ángeles.

## Lanzamiento y legado
La canción fue lanzada como sencillo en el Reino Unido en septiembre de 1994, donde alcanzó el número 23, en los Estados Unidos sólo alcanzó el número 113 en 1995.
El lado B fue la poco conocida «Jump on Top of Me» que también aparece en la banda sonora de Prêt-à-Porter. «You Got Me Rocking» apareció en la banda sonora de The Replacements en 2000.
Notablemente la pista sigue siendo una de las canciones en vivo que más han interpretado los Stones desde que salió, una rareza considerando que se trata de un tema lanzado en una época tardía de la banda. Tocaron la canción unas cincuenta veces durante el A Bigger Bang Tour en el año 2005 y 2006. 
Una grabación en directo durante la gira Bridges to Babylon Tour, fue incluida en el álbum en vivo No Security de 1998. También fue incluida en el disco recopilatorio Forty Licks (2002) y en GRRR! (2012).

## Personal
Acreditados:
- Mick Jagger: voz, coros, maracas
- Keith Richards: guitarra eléctrica, coros
- Ron Wood: guitarra slide
- Charlie Watts: batería
- Darryl Jones: bajo
- Chuck Leavell: piano
- Bernard Fowler: coros
- Ivan Neville: coros

## Posicionamiento en las listas
| Lista (1994)                                    | Mejor posición |
| ----------------------------------------------- | -------------- |
| Australia (ARIA)                                | 64             |
| Bélgica (Flandes) (Ultratop 50)                 | 29             |
| Estados Unidos (Bubbling Under Hot 100 Singles) | 13             |
| Estados Unidos (Mainstream Rock Tracks)         | 2              |
| Países Bajos (Mega Single Top 100)              | 39             |
| Reino Unido (UK Singles Chart)                  | 23             |

## Versiones y lista de temas
- 7" VS1518

1. «You Got Me Rocking»
2. «Jump on Top of Me»

- 12" VST1518

1. «You Got Me Rocking» (Perfecto Mix)
2. «You Got Me Rocking» (Sexy Disco Dub Mix)
3. «You Got Me Rocking» (Trance Mix)

- 12" Y38468

1. «You Got Me Rocking» (Perfecto Mix)
2. «You Got Me Rocking» (Sexy Dub Mix)
3. «You Got Me Rocking» (Trance Mix)
4. «You Got Me Rocking» (LP)
5. «Jump on Top of Me»

- CD V38468

1. «You Got Me Rocking» (Perfecto Mix)
2. «Jump on Top of Me»
3. «You Got Me Rocking» (LP)
4. «You Got Me Rocking» (Trance Mix)
5. «You Got Me Rocking» (Sexy Dub Mix)

- Casete VSC1518

1. «You Got Me Rocking»
2. «Jump on Top of Me»

- CD VSCDE1518

1. «You Got Me Rocking»
2. «Jump on Top of Me»

- CD VSCDT1518

1. «You Got Me Rocking»
2. «Jump on Top of Me»
3. «You Got Me Rocking» (Perfecto Mix)
4. «You Got Me Rocking» (Sexy Disco Dub Mix)

- CD VSCDG1518 (digipak)

1. «You Got Me Rocking»
2. «Jump on Top of Me»
3. «You Got Me Rocking» (Perfecto Mix)
4. «You Got Me Rocking» (Sexy Disco Dub Mix)